# Krupp-Ardelt

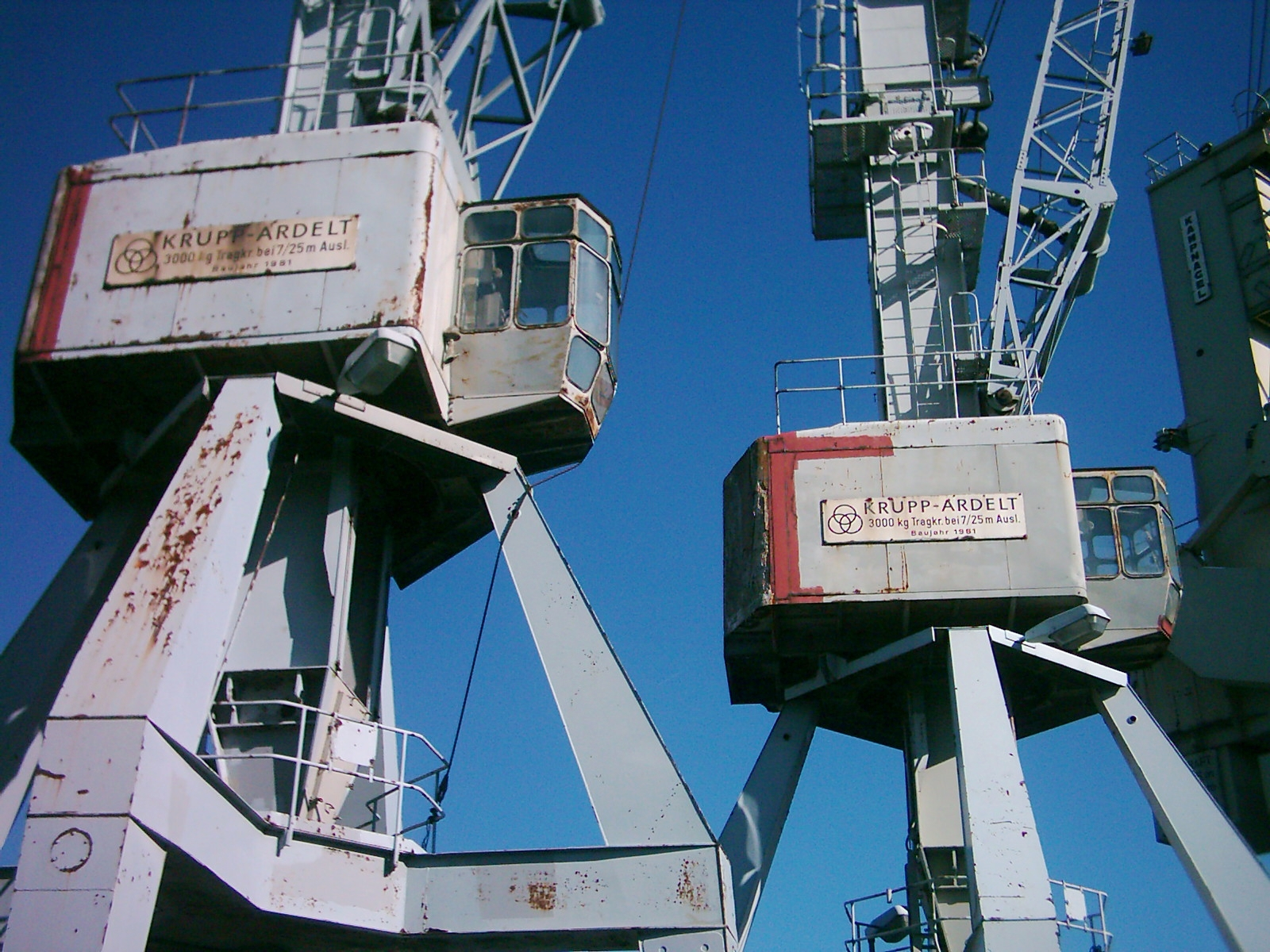
Krupp-Ardelt kranen

De firma Krupp-Ardelt kwam voort uit de Ardelt-Werke, met fabriek in Wilhelmshaven, dat  door Fried. Krupp AG uit Essen in 1953 werd overgenomen.
De firma maakte machines, locomotieven, kranen en andere constructies. Men ging zich vanaf 1953 concentreren op de kraanbouw.
In 1964 werd de firma in zijn geheel overgenomen en hernoemd in Krupp-Kranbau.

## Krupp Fördertechnik

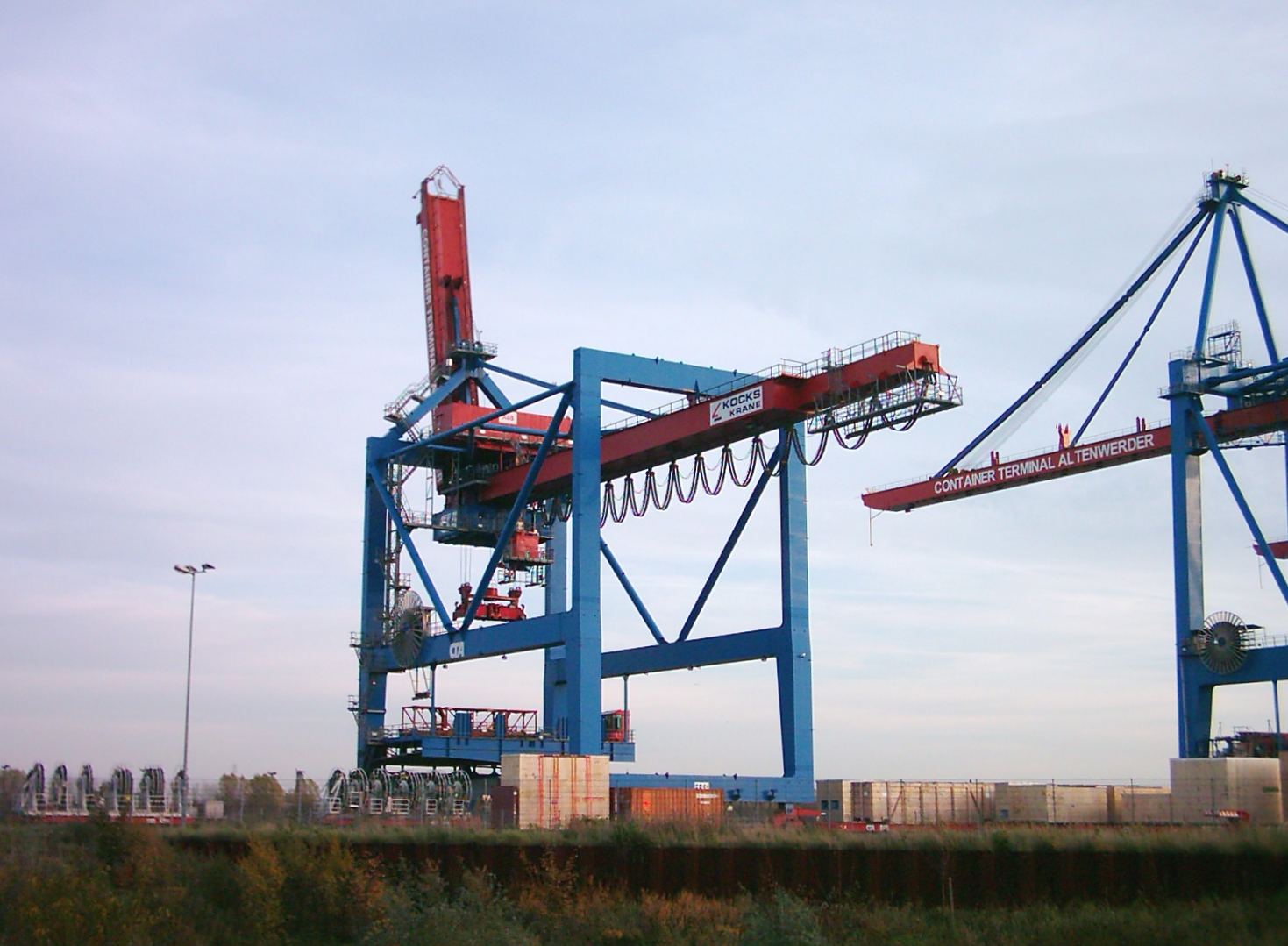
Kocks Kran, de opvolger van Krupp Fördertechnik

De firma werd opgesplitst in een aantal bedrijven, waaronder Krupp Fördertechnik. Deze werd in 1989 verkocht en hernoemd tot Kocks-Krane, dat in 2023 door Konecranes werd overgenomen.

## Krupp Mobilkrane

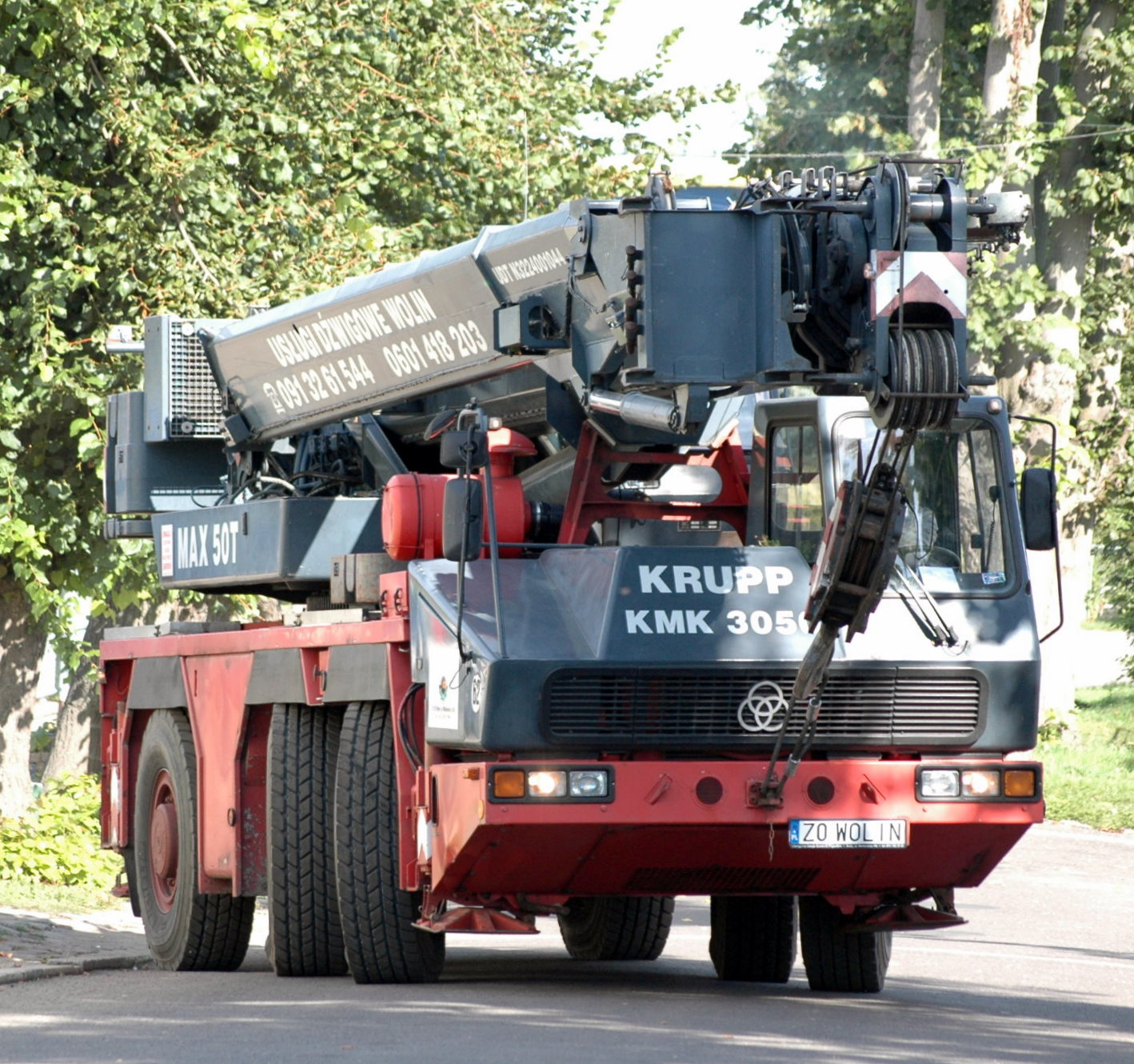
Krupp KMK 3050

Krupp Mobilkrane was de tak van Krupp die mobiele telescoopkranen bouwde. Deze tak ging in 1995 over aan de Grove Manufacturing Company, dat recent door The Manitowoc Company werd overgenomen.